# Mazzorbo
Mazzorbo (velencei nyelven Maxorbo) a velencei lagúna északi részén, közvetlenül Burano mellett fekvő sziget. Nevét a „nagyobb város” jelentésű, a sziget egykori jelentőségére utaló, latin "Maiurbium" szóból eredeztetik. Mindamellett, a Buranónál több mint kétszer nagyobb (0,52 km²) szigetet csak mintegy 350-en lakják. Egykor fontos kereskedelmi központ volt, ma azonban a lagúna néhány más szigetéhez (San Erasmo, Vignole) hasonlóan inkább csak gyümölcsös- és szőlőskertjei jelentősek. Lakói részben Buranóba járnak át dolgozni, mások Muranóba vagy Velencébe ingáznak. A szigetet 60 m hosszú, fa gyalogoshíd köti össze Buranóval.

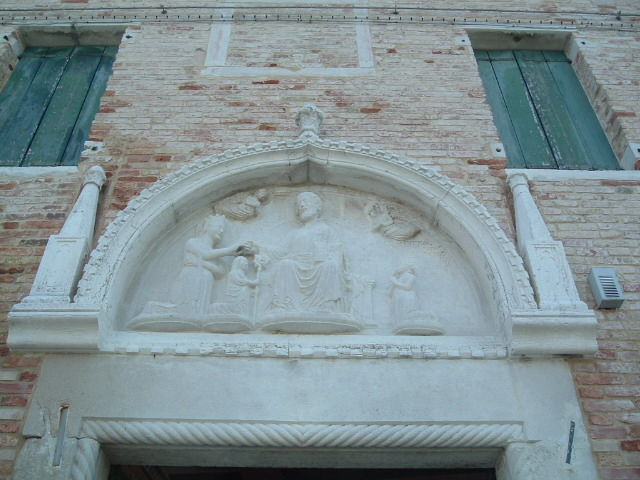
A Szent Katalin templom viharvert homlokzatának részlete

Néhány XVI. és XVII. századi lakóháza mellett legfontosabb látnivalója a XIV. századi Szent Katalin templom (Chiesa di Santa Caterina), amelyben a velencei lagúna legöregebb harangja (1318) működik. A templom eredetileg a VIII. században épült, majd később egy benedekrendi kolostor részét alkotta. A XIV. században román és gótikus elemek felhasználásával átalakították. Megkopott márványpadlója 1580-ból származik. Az egyhajós templom hajógerinc szerkezetű, fa mennyezetét színes festmények díszítik. Az elmúlt két évszázadban végzett tatarozások ellenére a templom ma meglehetősen rossz állapotban van. 
Az újabb épületek közül az 1979-ben Giancarlo De Carlo által tervezett, 1979 és 1986 között épült, buranói stílusban élénk színűre festett házakból álló, kis lakótelep érdemes említésre. 
A Velencéből érkező hajók a Mazzorbo és a kisebb Mazzorbetto közötti Mazzorbo-csatornán keresztül érkezek a szigetre. A nappali 12-es és a éjszakai N-LN vízibuszjáratnak megállója van Mazzorbón is, a sziget Velencéből bő félórás hajóúttal érhető el.